# 劉必達
劉必達（1589年—1636年），字士徵，號天如，湖廣承天府景陵縣人，民籍，明朝政治人物。

## 生平
萬曆四十三年（1615年）乙卯科湖廣鄉試六十四名舉人，天啟二年（1622年）中式壬戌科會試第一名（會元），二甲第十一名進士。工部觀政，改庶吉士，四年（1624年）正月授翰林院編修，纂修國史，管誥敕撰文，五年（1625年）充冊封正使，七年（1627年）升侍講，崇禎元年（1628年）升侍讀，同年任會試同考官，三年（1630年）以神宗實錄告成，賜金帛，升右春坊右中允，四年（1631年）八月任武會試副考官，與正考官楊世芳以溺職下獄，獲釋後罷職，以母老請歸終養，九年（1636年）卒於家，享年四十八歲。生平樂易無忤，胸懷坦直，服官十餘年以清正著。

## 家族
曾祖劉恕；祖父劉成章；父劉潒。母成氏（封安人）。